# Severin (Duitsland)

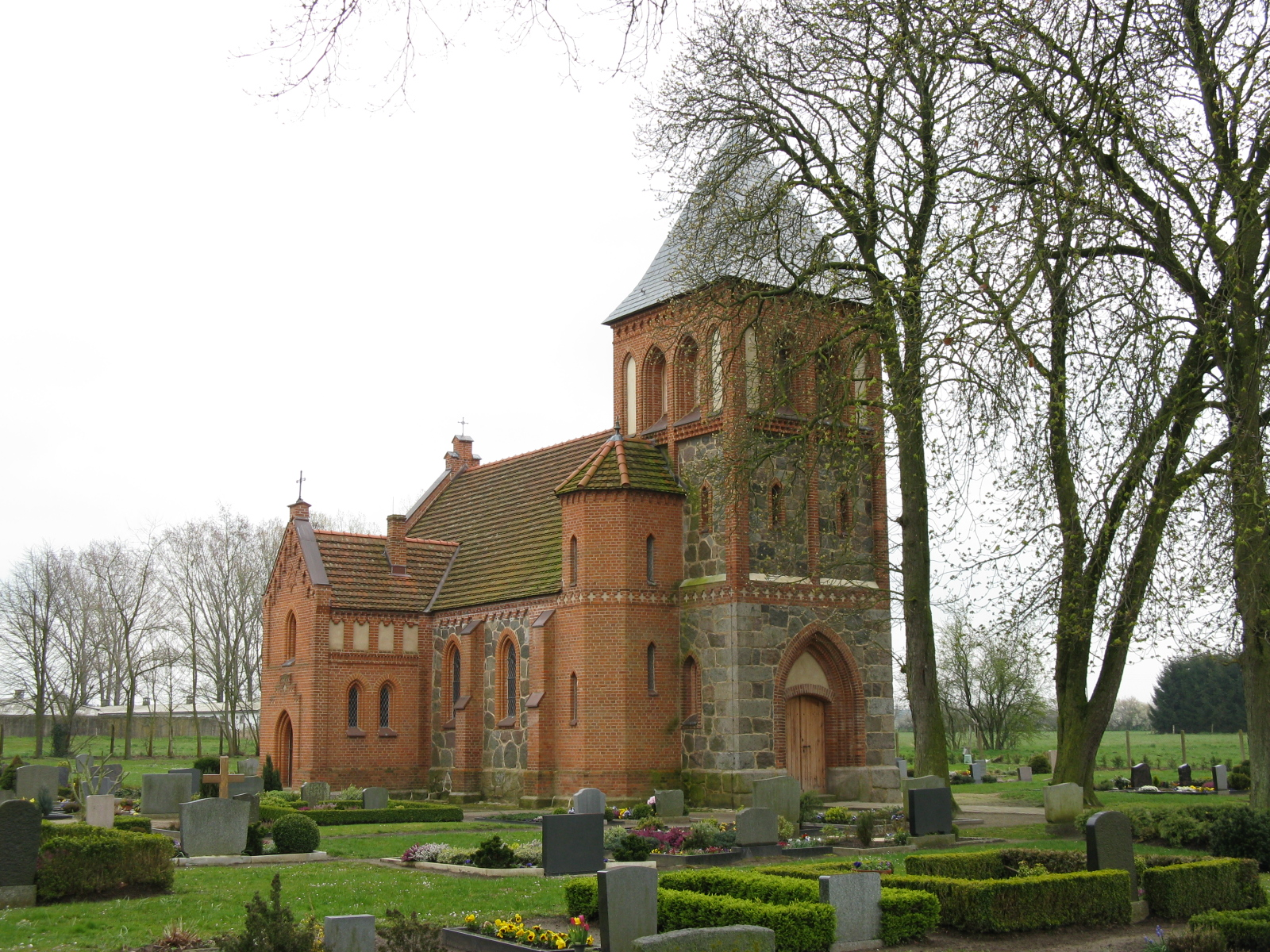
Kerk van Severin

Severin is een ortsteil van de Duitse gemeente Domsühl in de deelstaat Mecklenburg-Voor-Pommeren. Het dorp telde eind 2012 circa 300 inwoners en was tot 25 mei 2014 een zelfstandige gemeente in de Landkreis Ludwigslust-Parchim. Ook tussen 1973 en 1983 behoorde Severin al tot Domsühl.